# Niurba
Niurba (en yakuto: Ньурба, en ruso: Нюрба) es una ciudad de Rusia, perteneciente a la República de Saja situada a 846 kilómetros al oeste de la capital Yakutsk, a orillas del río Vilyuy, un afluente del río Lena. Su población el año 2002 era de 10 309 habitantes.

## Historia
Niurba fue fundada en 1930 y obtuvo el reconocimiento de estatus de ciudad en 1998. En la época soviética acogió el sector de la industria relacionada con los diamantes de la región de Yakutia.

## Clima

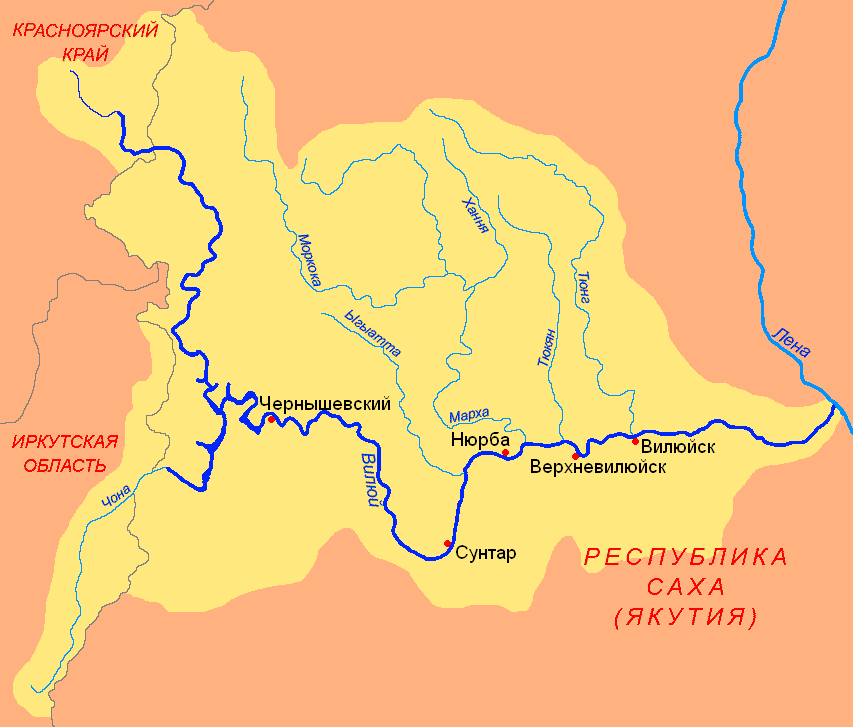
Niurba (Ньурба) en un mapa del río Vilyuy

| Parámetros climáticos promedio de Nyurba | Parámetros climáticos promedio de Nyurba | Parámetros climáticos promedio de Nyurba | Parámetros climáticos promedio de Nyurba | Parámetros climáticos promedio de Nyurba | Parámetros climáticos promedio de Nyurba | Parámetros climáticos promedio de Nyurba | Parámetros climáticos promedio de Nyurba | Parámetros climáticos promedio de Nyurba | Parámetros climáticos promedio de Nyurba | Parámetros climáticos promedio de Nyurba | Parámetros climáticos promedio de Nyurba | Parámetros climáticos promedio de Nyurba | Parámetros climáticos promedio de Nyurba |
| Mes                                      | Ene.                                     | Feb.                                     | Mar.                                     | Abr.                                     | May.                                     | Jun.                                     | Jul.                                     | Ago.                                     | Sep.                                     | Oct.                                     | Nov.                                     | Dic.                                     | Anual                                    |
| ---------------------------------------- | ---------------------------------------- | ---------------------------------------- | ---------------------------------------- | ---------------------------------------- | ---------------------------------------- | ---------------------------------------- | ---------------------------------------- | ---------------------------------------- | ---------------------------------------- | ---------------------------------------- | ---------------------------------------- | ---------------------------------------- | ---------------------------------------- |
| Temp. máx. abs. (°C)                     | -2.2                                     | 1.1                                      | 9.5                                      | 18.4                                     | 30.0                                     | 35.2                                     | 35.1                                     | 34.1                                     | 32.8                                     | 16.1                                     | 3.9                                      | -1.0                                     | 35.2                                     |
| Temp. máx. media (°C)                    | -31.2                                    | -25.5                                    | -11.9                                    | -0.2                                     | 10.6                                     | 20.3                                     | 23.3                                     | 19.7                                     | 10.5                                     | -3.7                                     | -21.1                                    | -29.6                                    | -3.6                                     |
| Temp. media (°C)                         | -35.1                                    | -31.0                                    | -19.7                                    | -6.5                                     | 5.5                                      | 14.4                                     | 17.2                                     | 13.4                                     | 5.0                                      | -7.8                                     | -25.4                                    | -33.4                                    | -9.0                                     |
| Temp. mín. media (°C)                    | -40.2                                    | -37.7                                    | -29.0                                    | -15.3                                    | -1.3                                     | 6.6                                      | 9.4                                      | 6.1                                      | -1.1                                     | -13.2                                    | -31.0                                    | -38.4                                    | -15.8                                    |
| Temp. mín. abs. (°C)                     | -61.0                                    | -58.9                                    | -50.0                                    | -42.2                                    | -18.9                                    | -6.0                                     | -1.6                                     | -13.8                                    | -20.0                                    | -38.9                                    | -55.0                                    | -60.8                                    | -61.0                                    |
| Precipitación total (mm)                 | 25.3                                     | 11.3                                     | 16.5                                     | 13.9                                     | 52.6                                     | 63.4                                     | 62.6                                     | 58.9                                     | 43.3                                     | 45.9                                     | 30.4                                     | 16.5                                     | 440.6                                    |
| Días de precipitaciones (≥ 1 mm)         | 19.6                                     | 15.4                                     | 12.8                                     | 10.8                                     | 9.4                                      | 11.4                                     | 9.2                                      | 11.5                                     | 12.7                                     | 20.3                                     | 21.2                                     | 18.0                                     | 172.3                                    |
| Fuente:                                  |                                          |                                          |                                          |                                          |                                          |                                          |                                          |                                          |                                          |                                          |                                          |                                          |                                          |